# Tank 500
Le TANK 500 est un SUV produit par Great Wall Motors.

## Aperçu
Le TANK 500 a été dévoilé le 29 août 2021 au salon de l'auto de Chengdu et sa vente est prévue fin 2021.
C'est le deuxième modèle de la marque à être introduit après le TANK 300, et il peut accueillir sept passagers sur trois rangées.
Ensuite, le TANK 500 a été dévoilé le 29 novembre 2021 à la Thailand International Motor Expo 2021.

### Groupe motopropulseur et détails techniques
La puissance est fournie par un V6 turbocompressé de 3,0 L développant 349 ch (260 kW) et 500 nm de couple.
Le véhicule dispose d'un tableau de bord entièrement numérique, avec un écran de 12,3 pouces pour le conducteur et un écran de 14,6 pouces sur la console centrale pour l'infodivertissement.
Le TANK 500 est basé sur un châssis de carrosserie sur châssis, avec des différentiels avant et arrière verrouillables et une impressionnante capacité en tout-terrain, notamment une garde au sol de 8,8 pouces (224 mm), une profondeur de gué de 31,5 pouces (800 mm) et un angle d'approche de 29,6º.

## Galerie

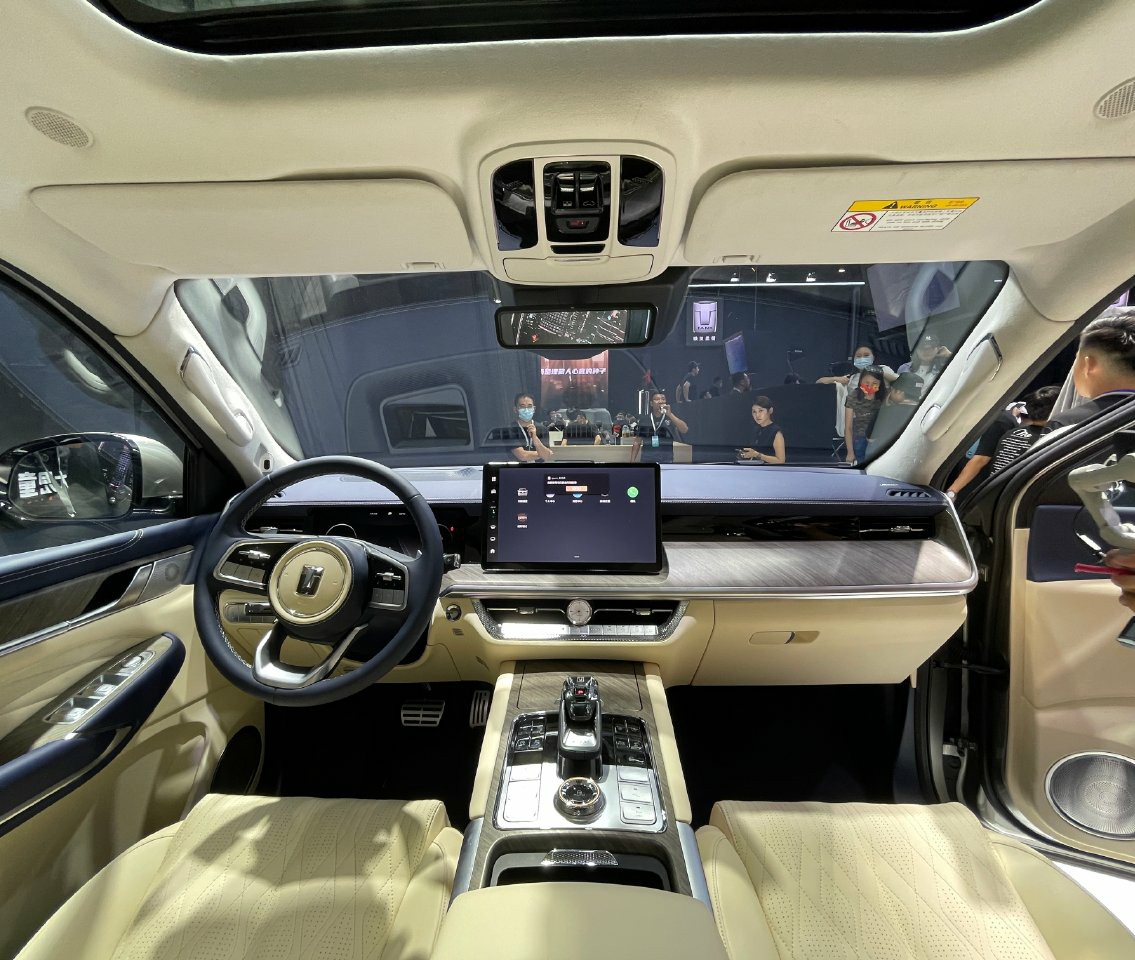
TANK 500, intérieur.
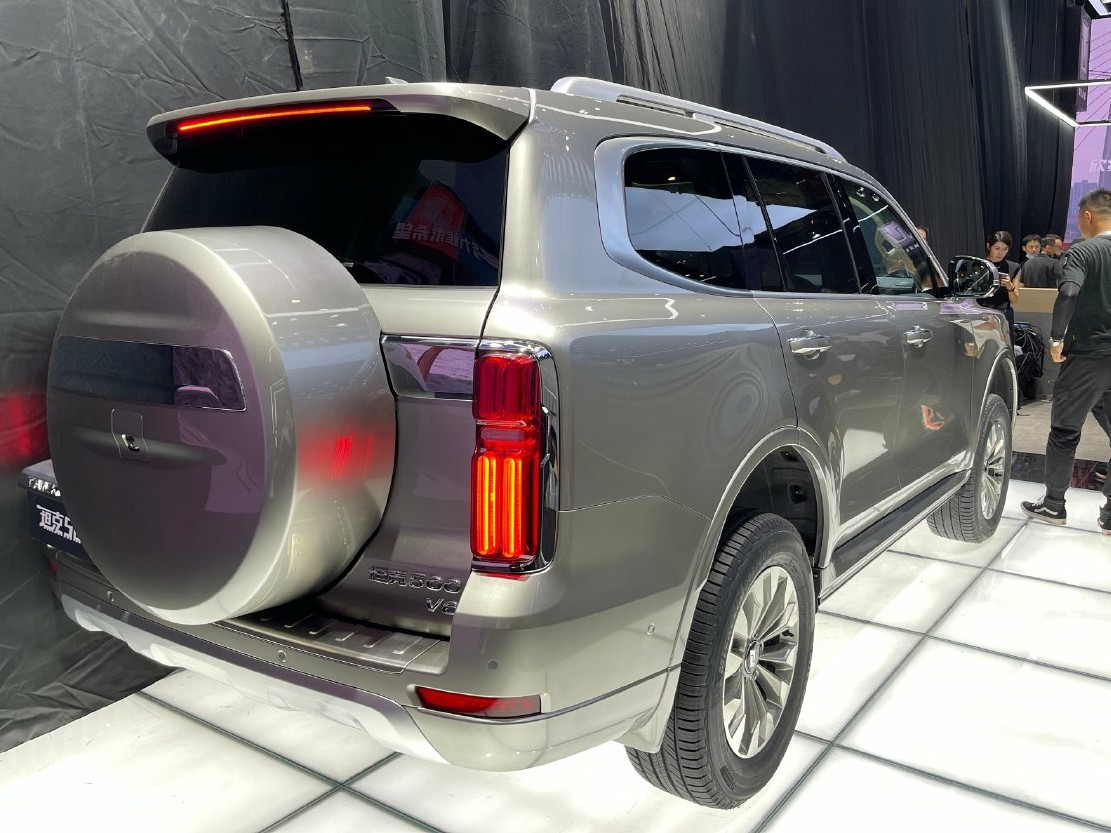
TANK 500, vue arrière.